# Juan Jácome y Pareja

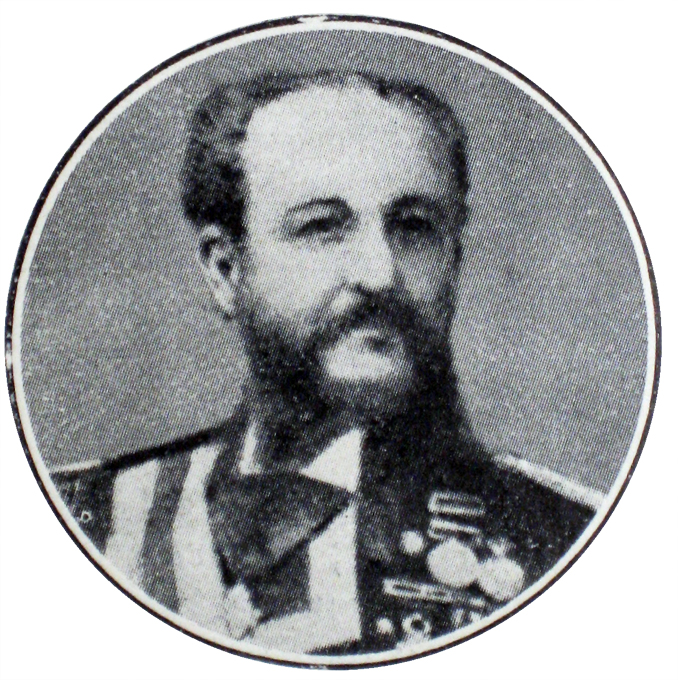
Juan Jácome y Pareja

 Nacido en San Fernando, (Cádiz) en 1841, y fallecido en 1924, en Sevilla. 
V Marqués del Real Tesoro, Vicealmirante de la Real Armada y Ministro de Marina (1907). Fue comandante del crucero Alfonso XII y comandante de Marina de Sevilla. Como ministro de Marina formó parte del gabinete liberal del marqués de la Vega de Armijo. 